# Akiyoshia kobayashii
Akiyoshia kobayashii е вид коремоного от семейство Hydrobiidae. Видът е световно застрашен, със статут Уязвим.

## Разпространение
Разпространен е в Япония (Хоншу).